# Хубаи, Енё
Е́нё Ху́баи фон Салатна (венг. Hubay Jenő von Szalatna, имя при рождении Ойген Хубер, нем. Eugen Huber; 15 сентября 1858, Будапешт — 12 марта 1937, там же) — венгерский скрипач, композитор, педагог.

## Биография
Родился в немецкой музыкальной семье: отец, Карл Хубер — первая скрипка Венгерского оперного театра, профессор Музыкальной академии имени Ференца Листа. В детстве учился игре на скрипке у своего отца. В 11 лет впервые выступил с концертом, в тринадцать начал учёбу у Йозефа Йоахима. В 1878 году, следуя советам Ференца Листа, дебютировал в Париже, имел большой успех. Концертировал во Франции, Великобритании, Бельгии, Нидерландах. В конце 1870-х принял венгерский вариант имени и фамилии.
Подружился с Анри Вьетаном. В 1882 году возглавил кафедру скрипичного искусства в Брюссельской консерватории. В 1886 году вернулся в Венгрию, вместе с виолончелистом Давидом Поппером основал Будапештский квартет. Скрипичное искусство Хубаи высоко ценил Брамс.
В 1919—1934 годах возглавлял Музыкальную академию им. Листа.

## Творчество
Автор вокальных и инструментальных сочинений, часто писал для скрипки, автор нескольких опер. Продолжил романтическую традицию Мендельсона и Шумана. Гастролировал во многих странах Европы в качестве солиста, также выступал в Петербурге в 1890 году. Хубаи считался одним из лучших виртуозов Европы.

## Произведения

### Для сцены
- Алиенора (1886—1888, на исторический сюжет об Алиеноре Аквитанской), опера
- Скрипичный мастер из Кремоны (нем. Der Geigenmacher von Cremona; 1892), опера
- Деревенский оборванец (нем. Der Dorflump; 1894—1895), опера
- Роза во мху (нем. Moorröschen; 1897—1898), опера
- Любовь Лавотты (1904), опера
- Венера Милосская, опера (1908—1909)[4]
- Маска (нем. Die Maske; 1909—1910), опера
- Анна Каренина, опера (1914, по одноимённому роману Льва Толстого)[4]
- Великан-эгоист (нем. Der selbstsüchtige Riese; 1933—1934, по одноимённой сказке Оскара Уайльда), опера
- Сцена чардаша (венг. Csárdajelenet; 1936), балет

### Для оркестра
- Сельские сцены для скрипки и оркестра (1879—1891)
- Концертштюк для виолончели и оркестра (1884)
- Симфония № 1 B-Dur (1885)
- Симфония № 2 c-moll (1914)
- Vita Nuova, симфония для хора (1921)
- Петёфи-симфония для хора и оркестра (1922)

### Камерные сочинения
- Романтическая соната для скрипки и фортепиано (1894)
- Концертные этюды для скрипки (1900)
- Вариации на венгерскую тему
- Зефир для скрипки и фортепиано

## Педагогическая деятельность
Хубаи был руководителем Будапештской академии музыки имени Листа в 1919—1934 гг. Его учениками были Йожеф Сигети, Штефи Гейер, Генри Вербрюгген, Геза де Крес, Брам Элдеринг, Барнабас фон Геци, Андре Гертлер, Юджин Орманди, Пауль Годвин, Тибор Варга, Сандро Матерасси и многие другие выдающиеся исполнители.

## Признание
Почетный доктор Коложварского университета. Имя Хубаи носит национальный скрипичный конкурс, музыкальный зал в Будапеште (). В 2011 году на доме, где музыкант жил в Брюсселе, установлена мемориальная доска.